# Herrschaft Villars
Die Herrschaft Villars war ein Lehen, das bereits im 10. Jahrhundert bezeugt ist. Es lag auf halber Strecke zwischen Bourg-en-Bresse und Lyon, im Zentrum der Region Dombes. 1497 wurde Villars zur Grafschaft erhoben, 1565 zur Markgrafschaft (Marquisat); 1666 wurde die Markgrafschaft stückweise verkauft und dadurch aufgelöst.

## Ursprung
Der Name Villars-les-Dombes zeigt an, dass der Ort an das ehemalige Fürstentum Dombes grenzte, ohne aber Teil davon zu sein. Der ältere Name Villars-en-Bresse dagegen streicht heraus, dass die Stadt früher zur vom Haus Savoyen beherrschten Landschaft Bresse gehörte, dies in Abgrenzung zur Dauphiné, einer Provinz, welche schon früh der französischen Krone unterstellt war.
Die Herrschaft von Villars (erstmals 940 urkundlich erwähnt) wuchs 1188 durch Heirat mit Billigung des römisch-deutschen Königs Heinrich VI. zum Lehen Thoire und Villars, deren Hauptort um 1400 die Stadt Trévoux war. Von der Familie Thoire und Villars, deren bekanntester Vertreter Odo von Thoire und Villars war, wechselte die Herrschaft erneut durch Heirat zu Philippe de Lévis (1380–1440), Vicomte de Lautrec. René de Savoie, genannt le Grand Bâtard de Savoie („der große Bastard von Savoyen“), folgte ihm 1497. Im Jahr 1565 wurde Villars unter Renés Sohn Honorat de Savoie zur Markgrafschaft erhoben.

## Herren von Villars

### Haus Villars
- Étienne de Villars, um 1080 bezeugt
- Adalard de Villars, um 1080 bezeugt, wohl dessen Sohn
- Ulric, Seigneur de Villars, um 1130 bezeugt, wohl dessen Sohn
- Étienne I., Seigneur de Villars, 1131/39 bezeugt, † vor 1145, dessen Sohn
- Étienne II., Seigneur de Villars, 1139 bezeugt, † 1187/88, dessen Sohn
  - Agnès de Villars, † nach 1242, dessen Tochter; ⚭ Étienne I., Sire de Thoire, 1188/1228 bezeugt (Thoire: Das Tal des Ain im Norden des heutigen Département Ain (Revermont und Haut-Bugey) und im Süden des Département Jura, westlich von Oyonnax und Nantua.)

### Haus Thoire-Villars
- Étienne II., Sire de Thoire et Villars, † 1250, deren Sohn
- Humbert III., Sire de Thoire et Villars, † 1301, dessen Sohn, Bruder von Henri de Thoire et Villars, Erzbischof von Lyon 1297-1301, Ehemann von Beatrix von Burgund, Tochter von Herzog Odo III. (Älteres Haus Burgund)
- Humbert IV., 1302 Sire de Thoire et Villars, † 1336, dessen Sohn, Bruder von Louis de Thoire et Villars, Erzbischof von Lyon 1301-1308, Ehemann von Éléonore de Beaujeu, Tochter von Louis I. de Beaujeu (Haus Albon)
- Humbert V., dessen Sohn, 1335 Vasall des Königs von Frankreich, 1336 Seigneur de Villars, Bruder von Henri de Thoire et Villars, Erzbischof von Lyon 1343-1354
- Humbert VI., Sire de Thoire et Villars, * 1342/43, † 1423, dessen Sohn, Ehemann von Maria von Genf, Tochter von Amadeus III., Graf von Genf, und Schwester von Gegenpapst Clemens VII.
  - Humbert VII., † 1400, dessen Sohn, 1394 Graf von Genf
- Odon de Thoire et Villars, † 1413/18, Neffe von Humbert V., 14ß1 Titulargraf von Genf
  - Éléonore de Thoire et Villars, † 1400, Schwester von Humbert VI., Ehefrau von Philippe III. de Lévis, Vicomte de Lautrec, † vor 1380 (Haus Lévis)

### Haus Lévis
- Philippe IV. de Lévis, 1380-1440 bezeugt, 1400 Vicomte de Lautrec, 1432 savoyardischer 1. Comte de Villars, Sohn von Eléonore de Thoire-Villars und Philippe III. de Lévis
- Antoine I. de Lévis, † 1462, 1441 Vicomte de Lautrec, 2. Comte de Villars etc., dessen Sohn
- Jean de Lévis, † 1474, Vicomte de Lautrec bis 1466, 3. Comte de Villars bis 1469, dessen Sohn
- Antoine II. de Lévis, † nach 1496, 1474 4. Comte de Villars, dessen Bruder

### Haus Savoyen
- René de Savoie, † 1525, 1. Comte de Villars (1500), außerehelicher Sohn (legitimiert 1497) von Herzog Philipp II. von Savoyen, Ehemann von Anna Laskaris, Erbin der Grafschaft Tende
- Honorat de Savoie, † 1580, Comte de Villars, dann 1. Marquis de Villars (1565), Comte de Tende (1572), dessen Sohn, Marschall von Frankreich
- Henriette de Savoie-Villars, † 1611, Marquise de Villars, dessen Tochter, Ehefrau von Melchior des Prez, Seigneur de Montpezat, und Charles II. de Lorraine, duc de Mayenne (Haus Guise)

## Weitere Familien
- Emmanuel-Philibert des Prez, † nach 1621, Marquis de Villars, deren Sohn
  - Madeleine des Prez, † vor 1598, dessen Schwester, ⚭ 1583 Rostaing/Honorat de La Baume de Suze, Sohn von François de La Baume, Comte de Suze
- Jacques Honorat de La Baume, Comte de Suze, Marquis de Villars, deren Sohn; dessen einziger Sohn starb unverheiratet
  - Louis de La Baume de Suze, † 1690, Bischof von Viviers, Halbbruder von Jacques-Honorat (also kein Nachkomme von Madeleine des Prez), verkauft das Marquisat de Villars 1666 an einen Berater des Königs; weitere Verkäufe bringen den Titel und den Besitz bis zur Revolution an verschiedene Familien.[7]